# Gustavo Díaz Ordáz
Gustavo Díaz Ordáz là một đô thị thuộc bang Tamaulipas, México. Năm 2005, dân số của đô thị này là 15028 người.